# 鬬班
鬬班（？—？），芈姓，鬬氏，名班，鬬廉之子，一說楚若敖之子鬬彊之子，另一說鬬㝅於菟之子，因封於申地，又称申公鬬班。司馬鬬宜申（子西）之父。
前666年秋季，令尹子元帶領六百輛戰車進攻鄭國，進入桔柣之門。子元、鬬御彊、鬬梧、耿之不比率領前軍，鬬班、王孫游、王孫喜在後面。車隊從純門進去，到達大路上的市場，內城的懸起的閘門沒有放下。楚軍用楚國方言說了一陣就退了出去。子元說：「鄭國有人才。」因各諸侯國救援鄭國，楚軍就在夜間溜走。鄭國國民本來已經準備逃往桐丘，當收到諜報說楚國的帳篷上有烏鴉，於是他們便停止逃跑。
楚成王八年（前664年），子元出征鄭國回來後，就強行和楚文王夫人息媯（楚成王之母）同住，還將勸阻他的大臣鬬射師（即鬬廉）抓了起來帶上手銬。同年秋天，申公鬬班發動政變殺死了子元，由鬬伯比之子鬬㝅於菟（子文）獲得了令尹之位。